# Karabin Mosin
Karabin Mosin, także: karabin Mosina (ros. винтовка Мосина) – rosyjski karabin powtarzalny skonstruowany przez Siergieja Mosina w 1890. Od 1891 podstawowy karabin Armii Imperium Rosyjskiego, a następnie Armii Czerwonej i Radzieckiej. W Rosji używany do lat 50. XX w., kiedy to został zastąpiony przez karabinki automatyczne AK. Konstrukcja Mosina stała się podstawą do opracowania całej serii karabinów i karabinków produkowanych i używanych w wielu państwach na świecie, co wiązało się również z powstawaniem wersji regionalnych. 
Karabin niekiedy błędnie określany jako Mosin-Nagant, ze względu na wzorowanie się jego konstruktora na konkurencyjnym karabinie projektu Belga Émila Naganta. Broń nigdy jednak nie nosiła takiej nazwy.

## Historia
W drugiej połowie XIX wieku podstawową bronią rosyjskiej piechoty był 10,67 mm karabin Berdana. Był to gwintowany, odtylcowy karabin czarnoprochowy na amunicję scaloną. Po wynalezieniu przez Paula Vieille prochu bezdymnego możliwe stało się zmniejszenie kalibru karabinów. Pierwszą konstrukcją nowej generacji był francuski karabin Lebel Mle 1886. W następnych latach powstawały nowe wzory karabinów, strzelające amunicją z prochem bezdymnym. Były to karabiny powtarzalne (początkowo z magazynkami rurowymi, podlufowymi, później z magazynkami pudełkowymi). Nowe konstrukcje z zainteresowaniem były obserwowane przez rosyjskie Ministerstwo Wojny. W 1887 przeprowadzono próby kilku karabinów. Za najlepszy uznano karabin Belga Émila Naganta. Opierając się na konstrukcji tego karabinu, w 1890 kapitan Siergiej Mosin opracował własny karabin. Z karabinu Naganta zaczerpnięta została konstrukcja magazynka. Mosin skonstruował mechanizm zamkowy.
Widząc możliwość uniknięcia opłat licencyjnych, podjęto decyzję o wykonaniu prototypu i serii próbnej 30 karabinów Mosina i porównaniu go z oryginalnym karabinem Naganta. W 1890 odbyły się próby – karabin Mosina wyraźnie wzorowany na karabinie Naganta miał większą liczbę zacięć i niesprawności, ale prostszą konstrukcję. W wyniku prób uznano, że prostsza konstrukcja ułatwi produkcję w warunkach rosyjskich, a mniejszą niezawodność można zaakceptować. Poważnym argumentem były też mniejsze koszty przyjęcia do uzbrojenia rodzimej konstrukcji (za prawa do produkcji karabinu Naganta trzeba by było zapłacić). 13 kwietnia 1891 przekazano carowi raport z propozycją przyjęcia karabinu Mosina na uzbrojenie jako „rosyjski trzyliniowy karabin wzór 1891”. W następnych dniach zatwierdzono wprowadzenie karabinu do produkcji pod nazwą „trzyliniowy karabin wzór 1891” (Aleksander III skrócił proponowaną nazwę).
W następnych latach w konstrukcji karabinu wz. 1891 wprowadzano drobne zmiany. Opracowano też nową odmianę karabinu, tzw. wzór dragoński i kozacki. W 1907 wprowadzono do uzbrojenia karabinek wz. 1907. W 1908 w związku z wprowadzeniem amunicji z pociskiem ostrołukowym zmodernizowano celowniki produkowanych karabinów.
Pierwszą większą modernizację karabinu Mosina przeprowadzono dopiero pod koniec lat 20. Prace modernizacyjne prowadził zespół składający się z Fiodorowa, Diegtiariowa, i Tokariewa. Efektem był karabin wzór 1891/30. Nowy karabin był prostszy w produkcji (zmieniono zewnętrzny kształt komory zamkowej z graniastosłupa na cylinder). Opierając się na konstrukcji karabinu wz. 1891/30 opracowano w 1931 karabin wyborowy, wyposażony w celownik optyczny PU o powiększeniu 3,5 lub PE o krotności 4x.
Karabinek doczekał się modernizacji dopiero pod koniec lat 30. W 1939 wprowadzono do uzbrojenia karabinek wz. 1938. Nowy karabinek był przeznaczony dla formacji pomocniczych i tyłowych (artyleria, żandarmeria) i z tego powodu był pozbawiony bagnetu. Jednak w trakcie II wojny światowej okazało się, że karabinki lepiej nadają się jako uzbrojenie piechoty niż karabiny. W jednostkach piechoty brak bagnetu był poważną wadą, dlatego w 1944 przyjęto do uzbrojenia karabinek wz. 1944 wyposażony w stały, składany bagnet karabinowy wz. 44 typu kłującego. W jednostkach zaczął się pojawiać w lutym 1944.
Produkcja kbk wz. 1944 trwała w ZSRR do 1948. Ogółem w latach 1930–1948 wyprodukowano około 17 mln karabinów.
Po wojnie karabiny i karabinki Mosina były produkowane, na podstawie licencji, w Polsce, Rumunii i na Węgrzech. W latach 50. były sukcesywnie zastępowane karabinami konstrukcji Simonowa i Kałasznikowa. Z uzbrojenia pododdziałów tyłowych i pomocniczych Wojska Polskiego oraz z zapasów mobilizacyjnych, zostały ostatecznie wycofane dopiero w latach 70. XX wieku. Potem można je było jeszcze spotkać w uzbrojeniu Straży Przemysłowej. Wersja wyborowa zastąpiona została dopiero przez karabin SWD. Karabiny Mosina używane były jeszcze podczas rosyjskiej inwazji na Ukrainę w 2022, zwłaszcza przez milicje tzw. republik ludowych: Donieckiej i Ługańskiej, ale także po stronie ukraińskiej.

## Wersje
- Imperium Rosyjskie
  - wz. 1891 (ros. Пехотная винтовка образца 1891 г.) – standardowy karabin piechoty.
  - wz. 1891 dragoński (ros. Драгунская винтовка образца 1891 г.) – wersja z krótszą o 76 mm lufą.
  - wz. 1891 kozacki (ros. Казачья винтовка образца 1891 г.) – wersja skrócona jak dragoński, pozbawiona bagnetu.
  - wz. 1907 (ros. Карабин образца 1907 г.) – karabinek przeznaczony dla artylerii, obsług km, żandarmerii, formacji tyłowych i pomocniczych. Lufa skrócona o 290 mm, pozbawiony bagnetu.

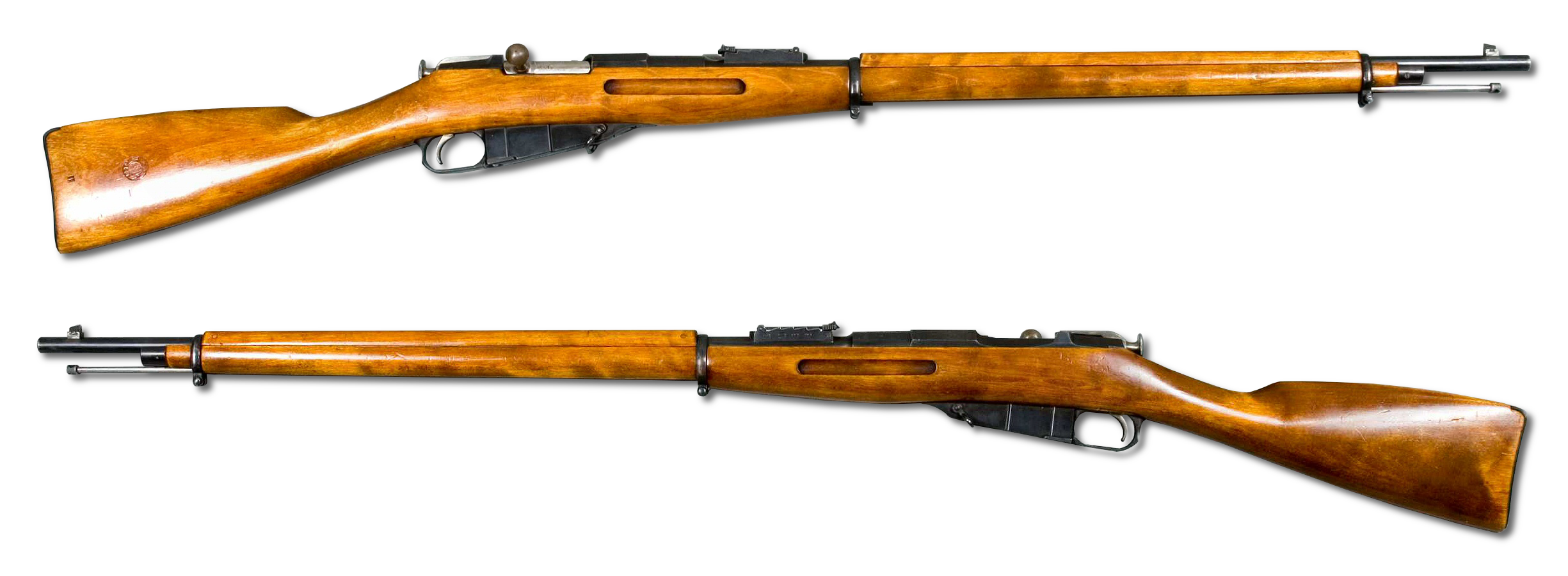
wz. 1891
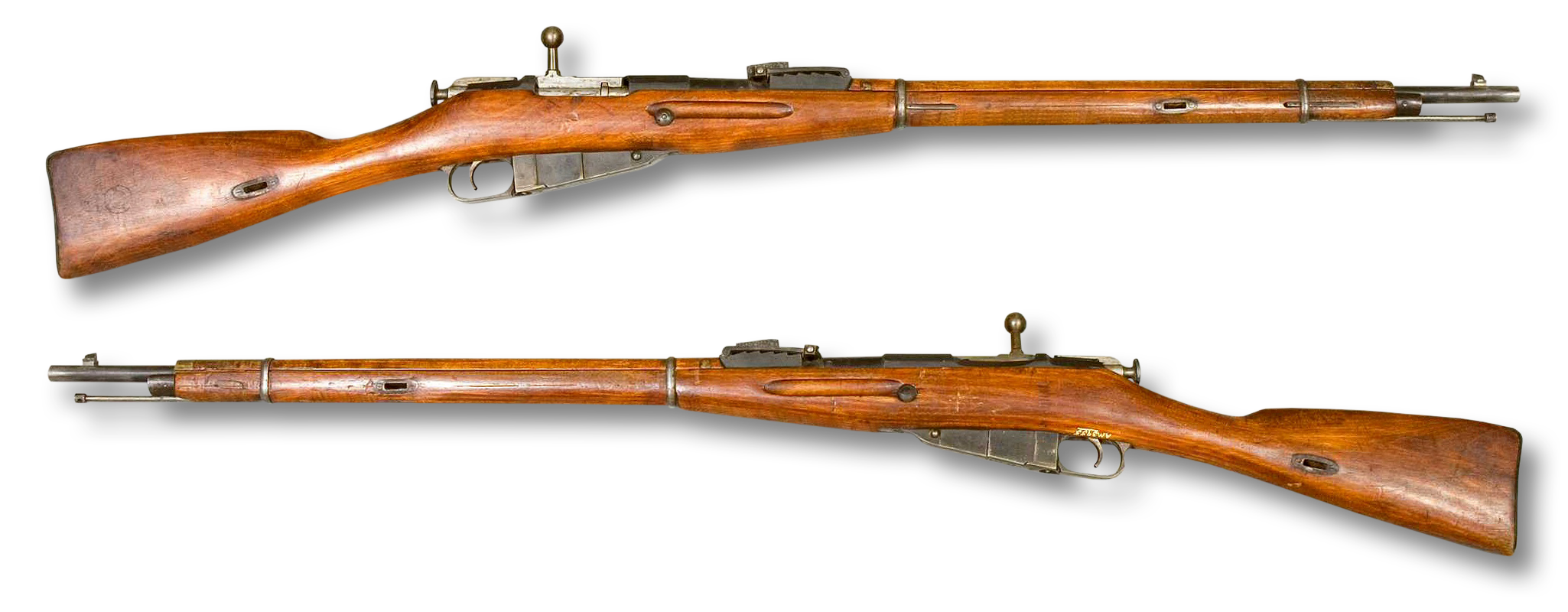
wz. 1891 dragoński

W trakcie I wojny światowej karabiny dla Rosji wytwarzały amerykańskie firmy Westinghouse i Remington.
- ZSRR
  - wz. 1891/30 (ros. Винтовка образца 1891/30 г.) – zmodernizowany karabin oparty na wzorze dragońskim. Muszkę trójkątną zastąpiono muszką słupkową w osłonie. Celownik ramkowo-schodkowy zastąpiono krzywiznowym. Zmodernizowano mechanizm spustowy i zmniejszono opór spustu.
  - wz. 1891/30 snajperski (ros. Снайперская винтовка образца 1891/30 г.) – karabin wyborowy. Rączka zamkowa została wygięta w dół aby przy przeładowaniu nie uderzała w celownik optyczny. Po lewej stronie łoża pojawiło się wycięcie na podstawę celownika optycznego. Najczęściej stosowany był celownik PU o powiększeniu 3,5x, drugim wzorem był PE o powiększeniu 4x.
  - wz. 1938 (ros. Карабин образца 1938 г.) – karabinek przeznaczony dla artylerii, formacji tyłowych i pomocniczych. Lufa skrócona o 222 mm, pozbawiony bagnetu.
  - wz. 1944 (ros. Карабин образца 1944 г.) – karabinek przeznaczony także dla piechoty wyposażony w stały składany bagnet (złożony bagnet przylega do prawej strony łoża karabinka)[4].

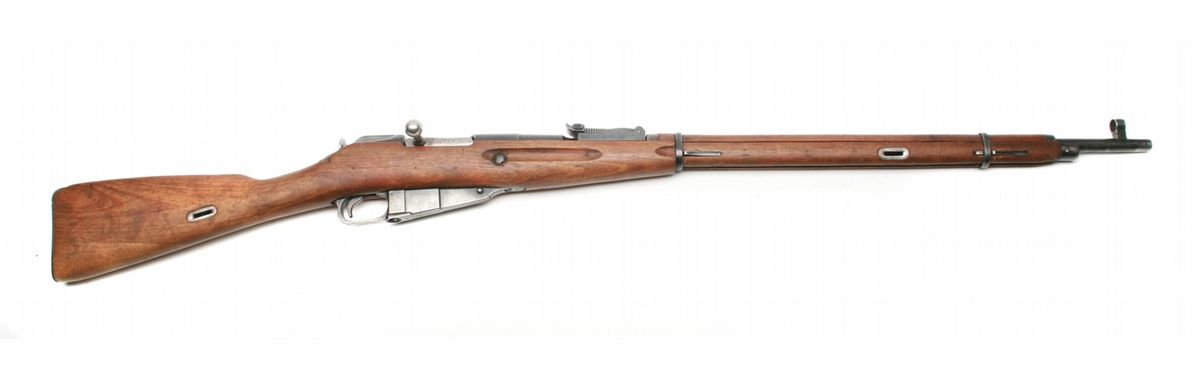
wz. 1891/30
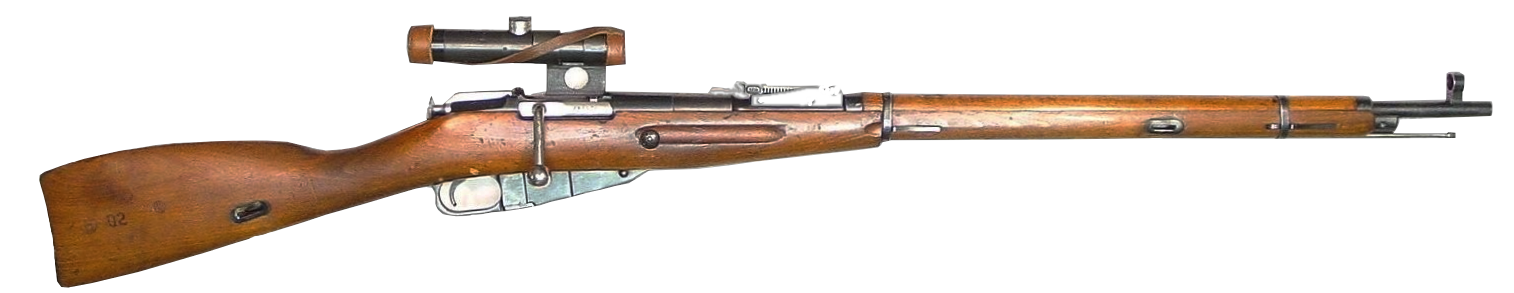
wz. 1891/30 snajperski
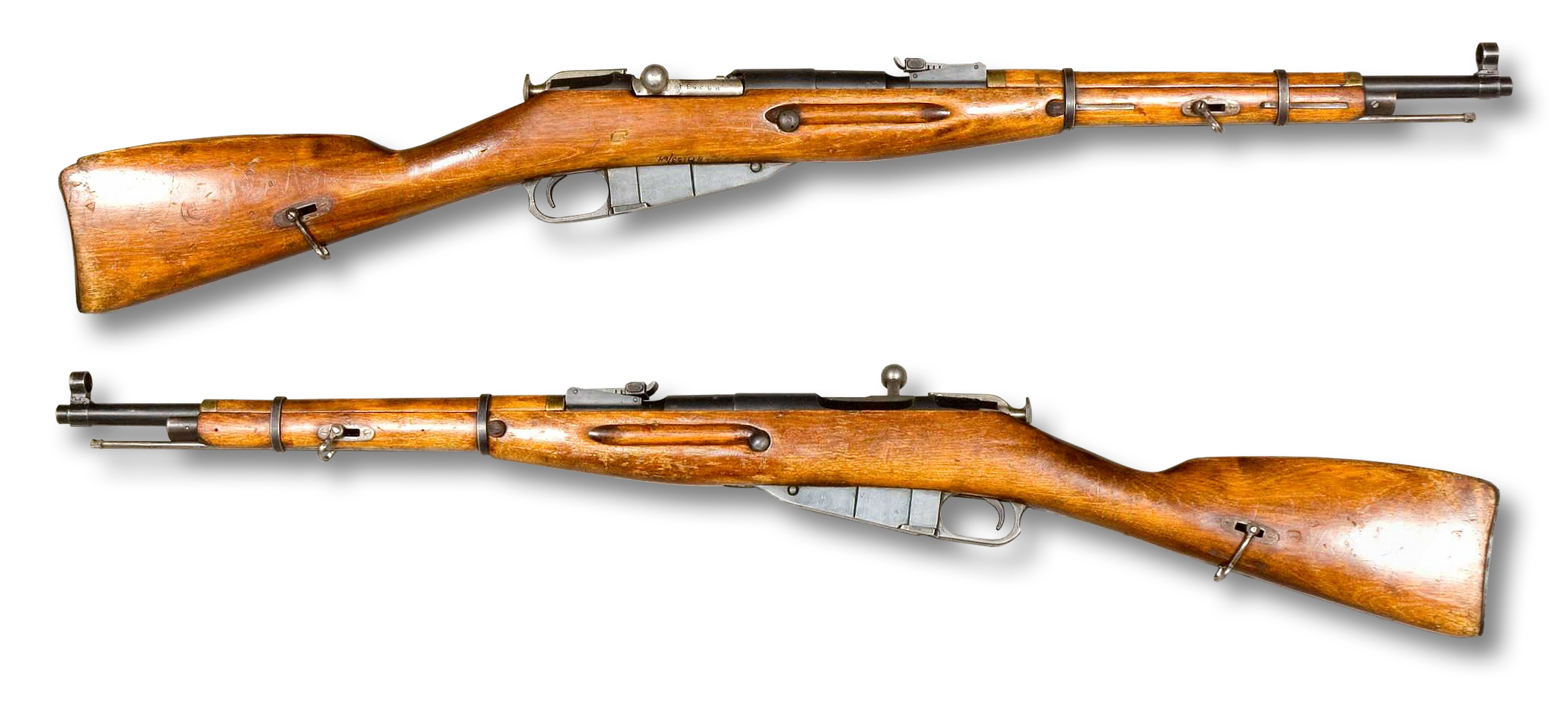
wz. 1938
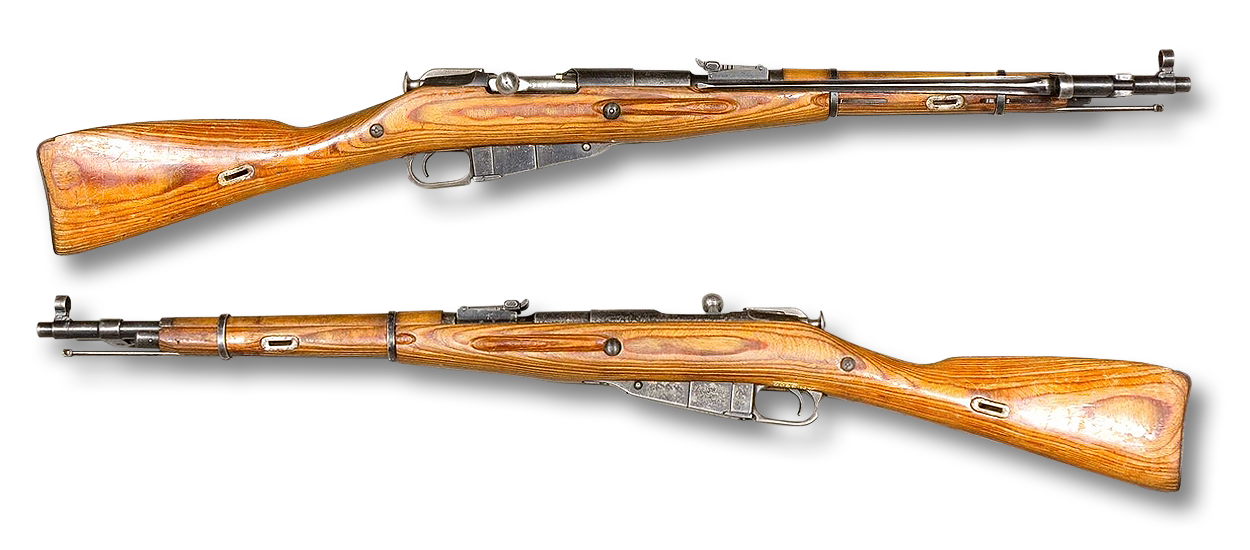
wz. 1944

Po II wojnie światowej w satelitach ZSRR oraz ChRL posługiwano się i wytwarzano liczne odmiany broni systemu Mosina.
- Finlandia
  - M/91-24 – modernizacja poprzez wymianę luf, bączków i celowników.
  - M/27 – karabin, gruntowna modernizacja dla wojska. Przeprowadzana przez firmę Dalton Kivaaritehdas (VKT).
  - M/27 – karabinek dla kawalerii.
  - M/28 – głębsza niż wojskowa modernizacja dla Obrony Terytorialnej. Przeprowadzana przez firmę Sako.
  - M/28-30 – modyfikacja poprzedniego wzoru.
  - M/39[5]
  - TKIV 85 – współczesny karabin wyborowy[6].

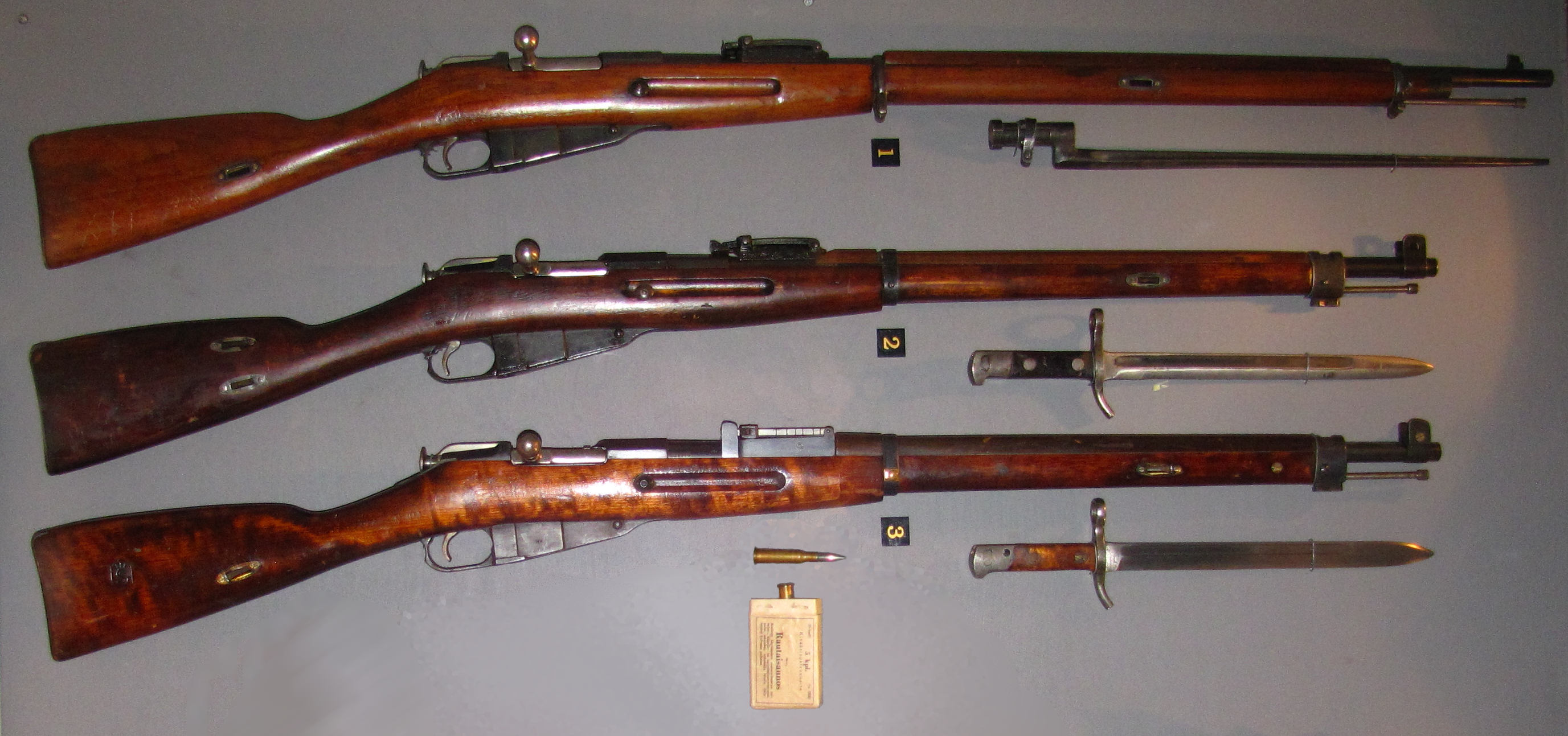
Od góry: M/91-24 M/28 M/28-30
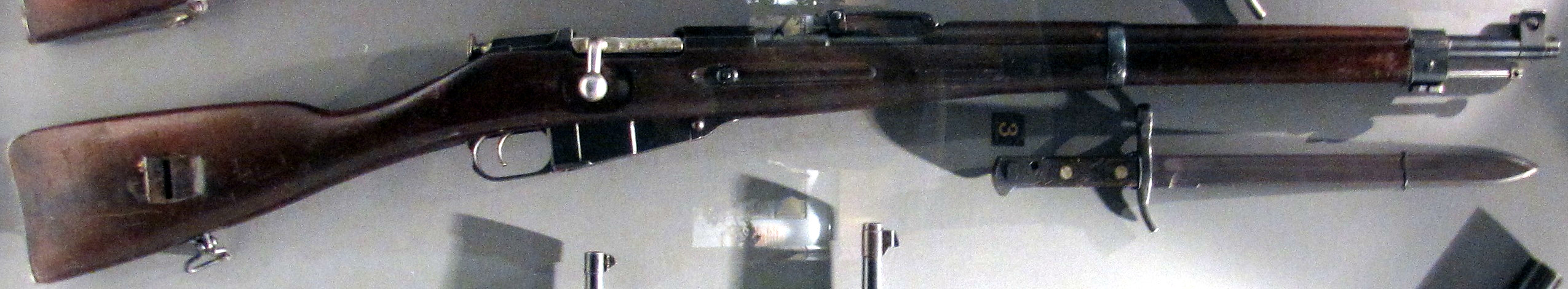
M/27
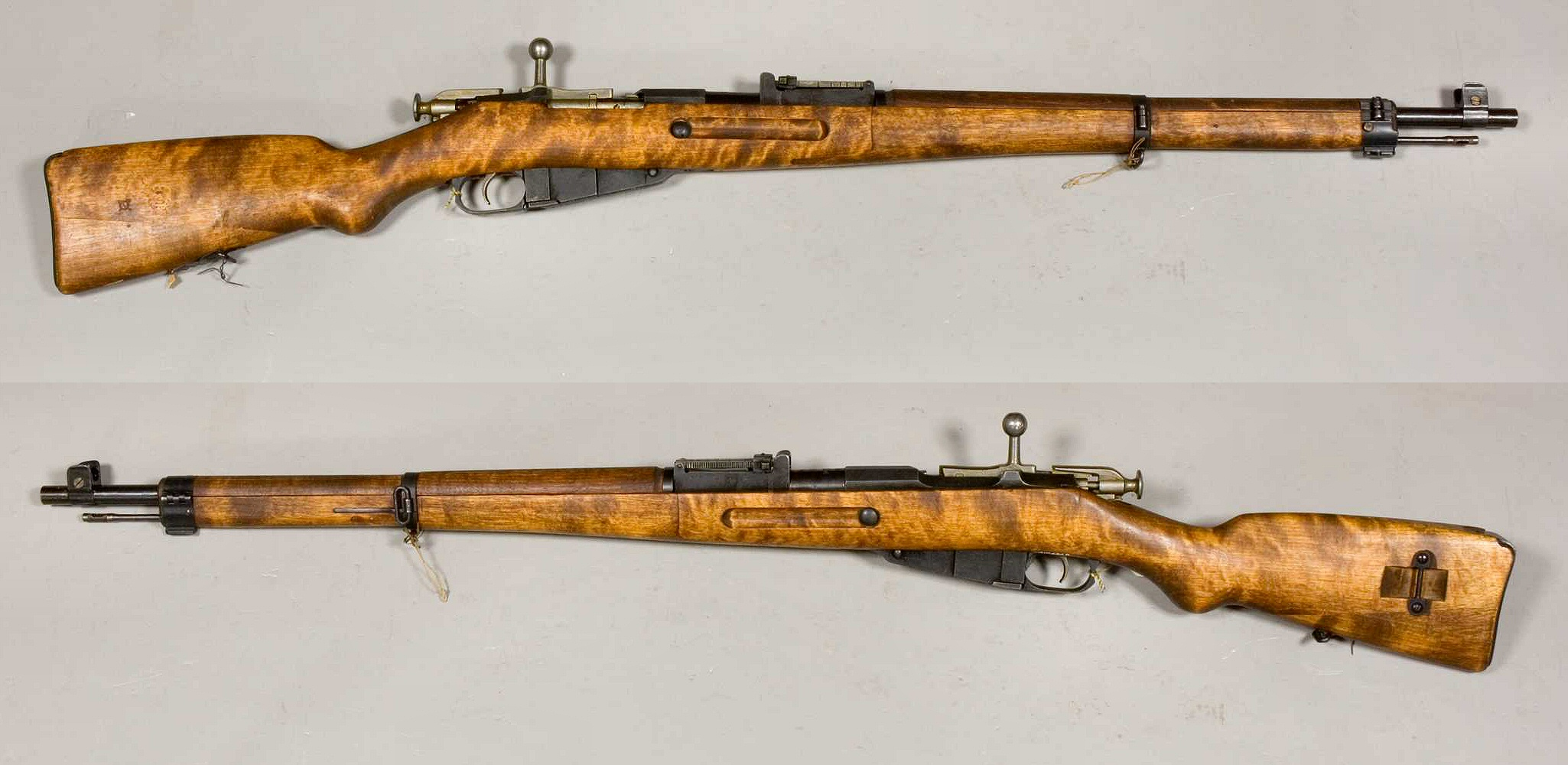
M/39
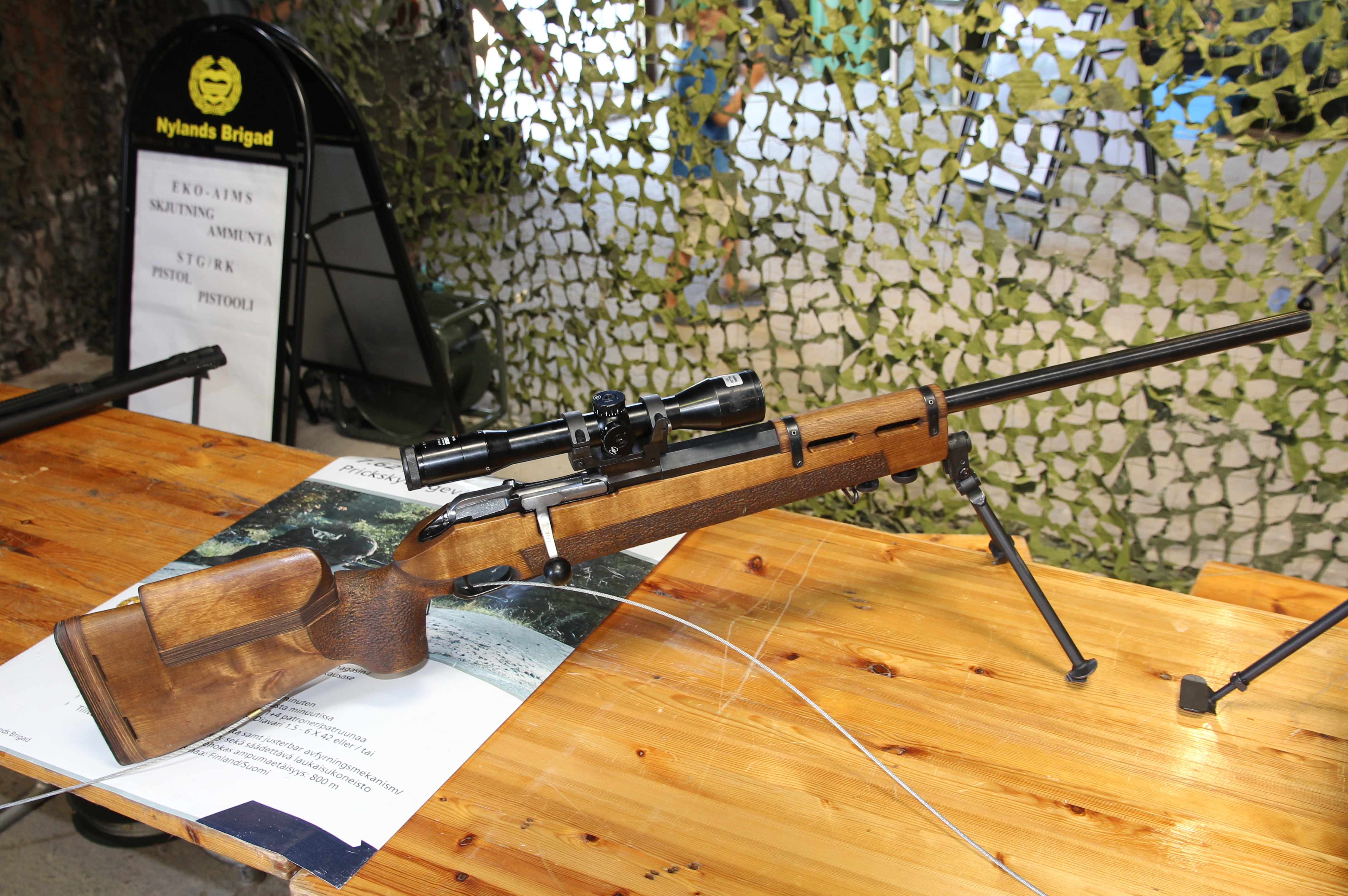
TKIV 85

- Polska
  - wz. 91/98/23 (często spotykana błędna nazwa Mauser polski wz. 91/98/23) – wersja przystosowana do zasilania amunicją 7,92 × 57 Mauser. Karabinki wz. 91/98/23 powstawały przez przeróbkę karabinów wz. 1891. W trakcie adaptacji lufy przewiercano do nowego kalibru, a od zewnątrz obtaczano do kształtu lufy kbk wz. 98. Zmieniano konstrukcje zamka i magazynka. Celownik przystosowano do właściwości balistycznych naboju 7,92 × 57.
  - wz. 91/98/25 – udoskonalony kbk wz. 91/98/23, w którym w celu wyeliminowania zacięć przekonstruowano wyrzutnik oraz obniżono wślizg nabojowy, usunięto koźlik, dodano nasadę bagnetu.
  - wz. 91/98/26 – od poprzedniego wzoru różni się rozdzieleniem wyrzutnika od rozdzielacza[7].
  - wz. 44 – wytwarzany w radomskiej Fabryce Broni[8].

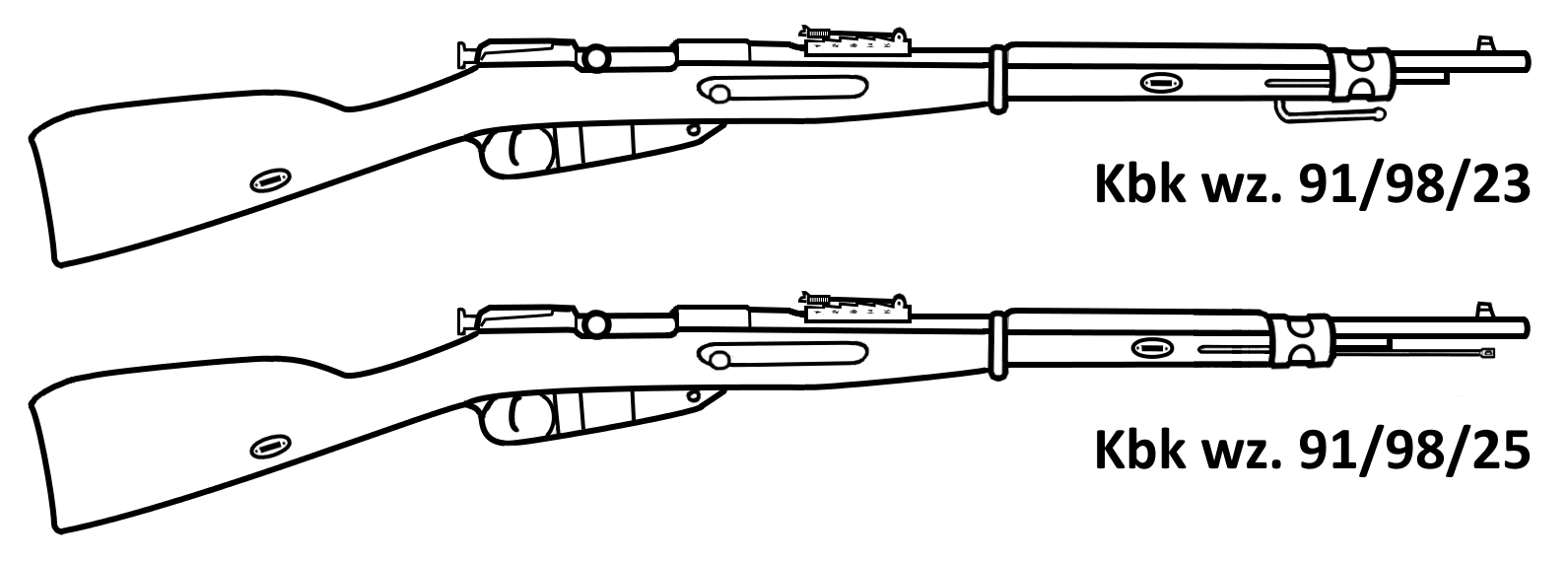
wz. 91/98/23 i 'wz. 91/98/25

Pozostałe wersje mosinów (zarówno rosyjskie, jak i radzieckie) także występowały na wyposażeniu armii polskiej.

## Opis konstrukcji
Karabin wzór 1891 jest indywidualną bronią powtarzalną. Zamek czterotaktowy, ślizgowo-obrotowy. Zasilanie ze stałego magazynka o pojemności 4 naboi (piąty nabój z łódki wprowadzany jest bezpośrednio do komory nabojowej [4+1]). Zastosowano rozdzielacz uniemożliwiający podanie więcej niż jednego naboju na drogę zamka. Przyrządy celownicze składały się z trójkątnej muszki i celownika ramkowo-schodkowego. Broń była wyposażona w bagnet czworograniasty wz. 1891 mocowany przy pomocy tulei.

## Dane taktyczno-techniczne
| Wzór                                      | Kb wz. 1891          | Kb wz. 1891 dragoński | Kbk wz. 1907         | Kb wz. 1891/30                          | Kbk wz. 1938                            | Kbk wz. 1944                            | Kbk wz. 91/98/23 i wz. 91/98/25 |
| Amunicja                                  | 7,62 × 54 R          | 7,62 × 54 R           | 7,62 × 54 R          | 7,62 × 54 R                             | 7,62 × 54 R                             | 7,62 × 54 R                             | 7,92 × 57                       |
| Masa broni bez bagnetu/z bagnetem (kg)    | 3,99/4,30            | 3,88/4,19             | 3,53/-               | 3,86/4,16                               | 3,49/-                                  | -/4,0                                   | 3,9/?                           |
| Długość broni bez bagnetu/z bagnetem (mm) | 1288/1730            | 1212/1655             | 1015/-               | 1227/1659                               | 1020/-                                  | 1020/1330                               | 1100/1420                       |
| Długość lufy (mm)                         | 800                  | 724                   | 510                  | 730                                     | 508                                     | 508                                     | 600                             |
| Pojemność magazynka                       | 4+1                  | 4+1                   | 4+1                  | 4+1                                     | 4+1                                     | 4+1                                     | 4+1                             |
| Szybkostrzelność praktyczna (strz./min)   | 10                   | 10                    | 10                   | 10                                      | 10–12                                   | 10                                      | 10                              |
| Prędkość początkowa pocisku (m/s)         | 685 (nabój wz. 1891) | 660 (nabój wz. 1891)  | 620 (nabój wz. 1891) | 865 (nabój z pociskiem lekkim wz. 1908) | 816 (nabój z pociskiem lekkim wz. 1908) | 816 (nabój z pociskiem lekkim wz. 1908) | 845                             |

## Znani użytkownicy
- Z fińskiego wariantu karabinu Mosin (M/28 lub M/28-30) korzystał najskuteczniejszy strzelec wyborowy w historii wojskowości – Fin Simo Häyhä[10][11].
- Z broni tego systemu korzystał również uważany za jednego ze skuteczniejszych radzieckich strzelców wyborowych – Wasilij Zajcew[11].